# Sobhi Sioud
Sobhi Sioud (arabiska: صبحي صيود), född 17 juli 1975 i Mahdia, är en tunisisk tidigare handbollsspelare (högernia). Han spelade över 70 landskamper för Tunisien och deltog i fyra VM (1997, 1999, 2001 och 2003).

## Klubbar i urval
1. ↑  läs online, gallica.bnf.fr .[källa från Wikidata]

- BM Ciudad Real (–2001)
- Montpellier HB (2001–2007)